# 李智雲
李智雲（604年—617年），原名稚詮，中国唐朝开国皇帝李淵第五子，被隋將陰世師所捕殺，唐代追封為楚哀王。

## 簡介
善於射箭，喜愛書法及對弈。隋朝大業末年，跟從李建成到河東。他母親萬貴妃，性格恭順，為李淵所重用，曾在窦夫人死后掌管家事。
李渊起兵之后，李建成与李元吉出逃太原，李智云因年幼未能跟随，后为隋将阴世师捕杀于长安，李家的姻亲窦师纶将李智云收葬。

## 後裔
李渊念智雲無子，以李世民第二子李寬過繼智雲，封楚王，李寬薨逝，無子，國家廢除。
貞觀二年，李世民又以濟南公李世都之子李靈龜過繼予智雲一脈，繼任楚王。